# International Indian Film Academy Awards
Les International Indian Film Academy Awards (IIFA Awards) sont des récompenses remises par l'Académie internationale du film indien au cours d'une cérémonie annuelle consacrée aux films indiens distribués mondialement.
La cérémonie a lieu chaque année dans une ville différente, hors de l'Inde. Sa première édition s'est déroulée à Londres en 2000.

## Récompenses

### Récompenses populaires
- Meilleur film
- Meilleur réalisateur
- Meilleur acteur
- Meilleure actrice
- Meilleur acteur dans un second rôle
- Meilleure actrice dans un second rôle
- Meilleur méchant
- Meilleur rôle comique
- Meilleur compositeur
- Meilleur parolier
- Meilleur chanteur de playback
- Meilleure chanteuse de playback
- Meilleure direction artistique
- Meilleures cascades
- Meilleure photographie
- Meilleur montage
- Meilleures chorégraphies
- Meilleure histoire
- Meilleur scénario
- Meilleure musique d'accompagnement
- Meilleurs dialogues